# 銃眼
銃眼（じゅうがん、英語: Embrasure）は、城壁や軍用車両などの内部から弓矢や銃を構えて射撃するために備え付けられた小さな窓のこと。日本の築城用語では狭間（はざま、さま）と呼ばれた。

## 概要
銃眼は元々、弓の射手が使用するために考案された。城内の射手が城壁を防御に利用しながら敵を射るためのもので、内側では射手は壁の近くからでも比較的安全に射撃ができるようになっている。
銃眼は、壁の内側から外側に向かって狭くなるように作られており、外からみた穴はかろうじて銃口より大きい程度である場合が多い。これは、壁の内側からは広い範囲への射撃が可能となり、かつ外からの弾丸の侵入を最小限にするための構造である。
銃眼は、設置場所に応じて垂直方向に長いものと水平方向に長いものが存在する。一般的なのは前者である。垂直方向に長い銃眼の内側からは、射手は肩から先の動きのみにより垂直方向の多くの照準に対処できるが、水平方向の照準変更は体自体を移動せねばならない。つまり、これは左右よりも上下の照準の容易さを優先させたものである。水平方向に開いた銃眼は、狙うべき範囲が非常に限定されている場合に用いられることが多い。こちらのタイプは左右方向に狙いを移動することが非常に容易であるが、上下の移動は射手が膝をかがめるなどして対処せねばならない場合が多いため難しい。弧のような範囲に短時間に多数の射撃が必要とされるトーチカなどではこのタイプが多い。
また、これらのほかに、十字型の窓を備えたcrosslet loopやarbalestinaと呼ばれる銃眼も存在する。これは、アーバレスト（Arbalest）と呼ばれる鉄の弦を備えた強力なクロスボウ（バリスタも参照）のためのもので、16-17世紀にこの武器が廃れたあとも、この形がキリスト教のシンボルである十字架に通じるためにしばしば作られた。
19世紀になると、大砲用の銃眼とマスケット銃のための銃眼が別に設けられるになった。近代戦では歩兵戦力により城や城壁をもつ都市を攻めるということがあまり一般的ではなくなったが、その後も第二次世界大戦までは要地にトーチカが築かれた場合に歩兵によりこれを攻略することがしばしば行われた。トーチカなどでははじめから銃火が集中することが想定されているため、射手はより安全なように直接照準ではなく潜望鏡を利用して、曳光弾を用いて自らの弾道を確認し射撃することもある。
また、装甲兵員輸送車や歩兵戦闘車には、兵員室に収容した歩兵が乗車状態のままで戦闘に参加できるよう、銃眼が設置されていることがある。これは車両の火力を増強するとともに、核戦争下などNBC兵器で汚染された環境にあって、歩兵たちをこれらの脅威に曝すリスクを低減するために要求されたものであった。しかし、装甲に穴を開けることで強度が低下するにもかかわらず、銃眼から発揮できる火力は比較的限定的なものであるので、新型車両ではあえて銃眼を付けないこともある。装甲強化の要求も非対称戦争増加の時勢から高まる一方であり、既存の車両においても、装甲を追加するのに伴って、銃眼が塞がれる例が増えている。代わりにRWSと呼ばれる車内から遠隔操作する銃架が利用されている。

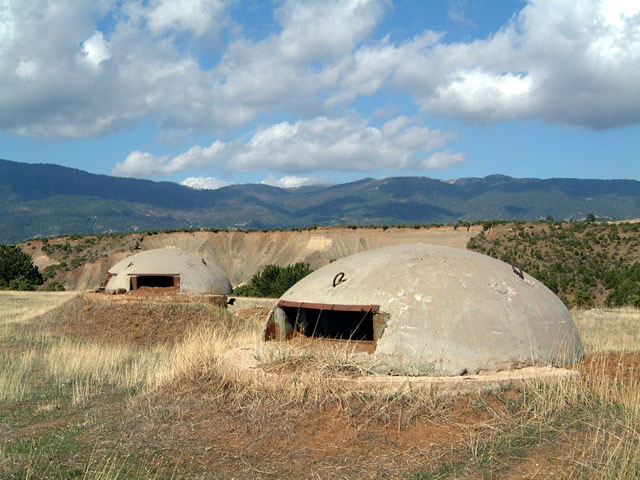
アルバニアのトーチカ
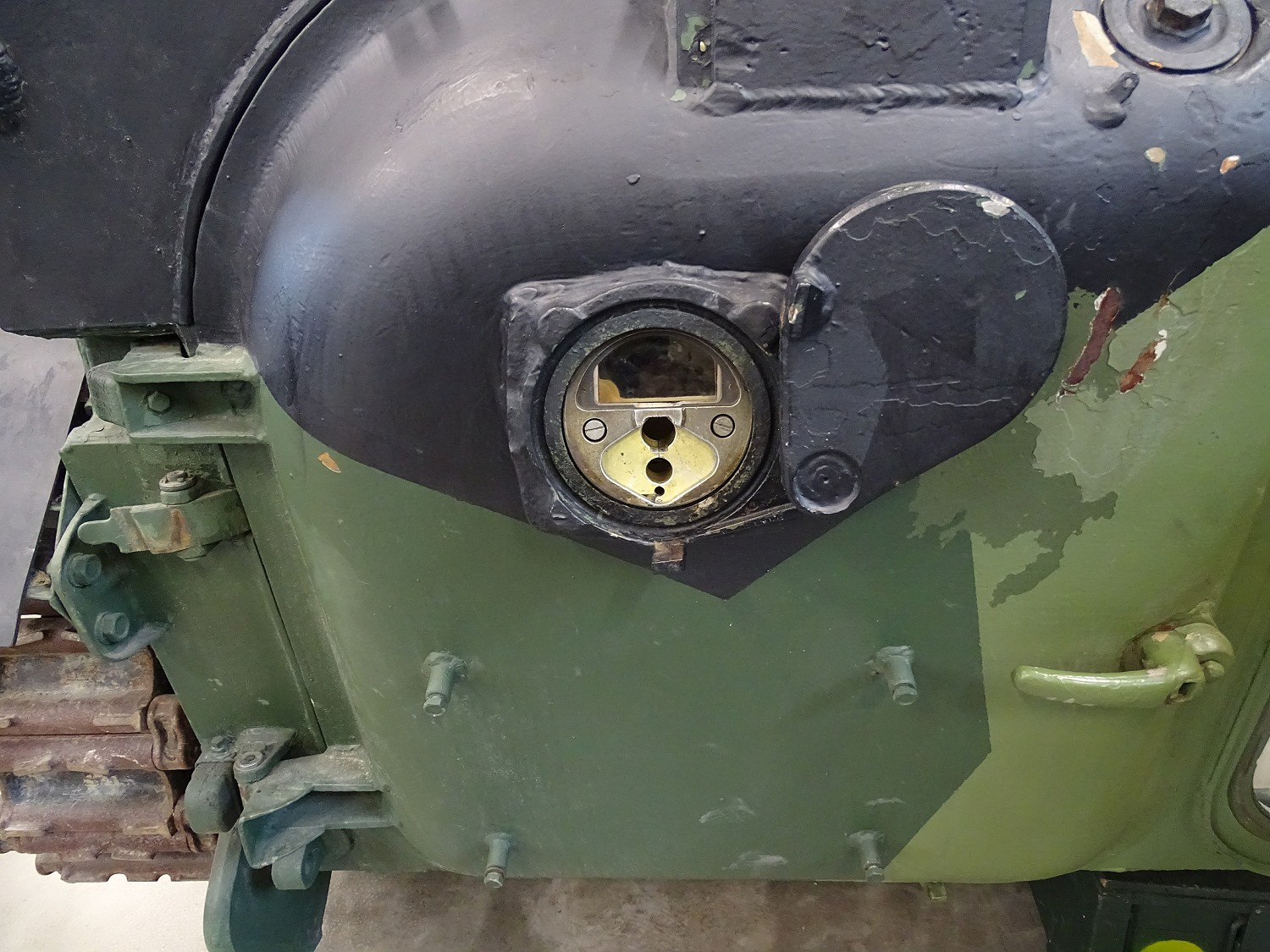
BMP-1の後部銃眼
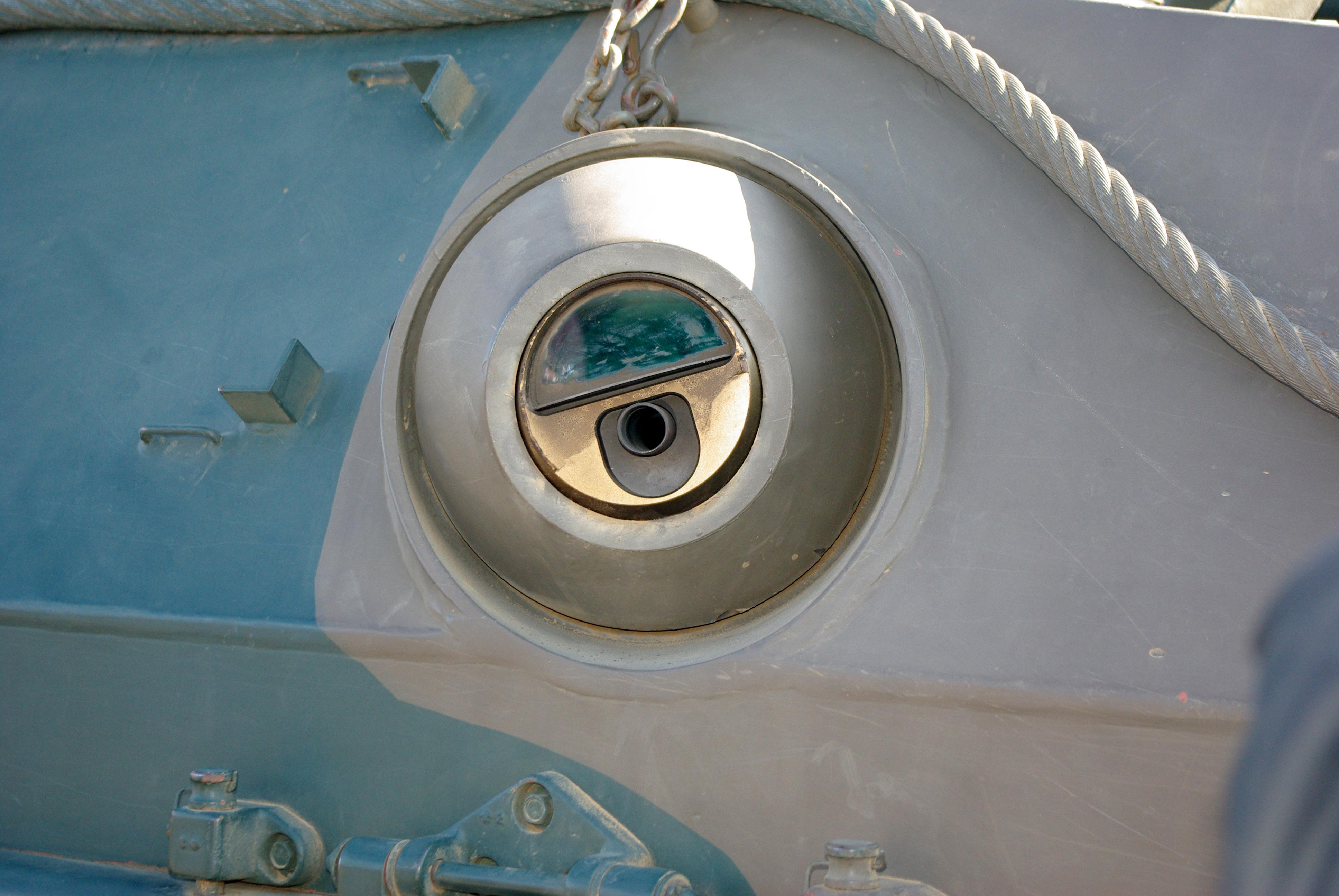
89式装甲戦闘車の側面銃眼
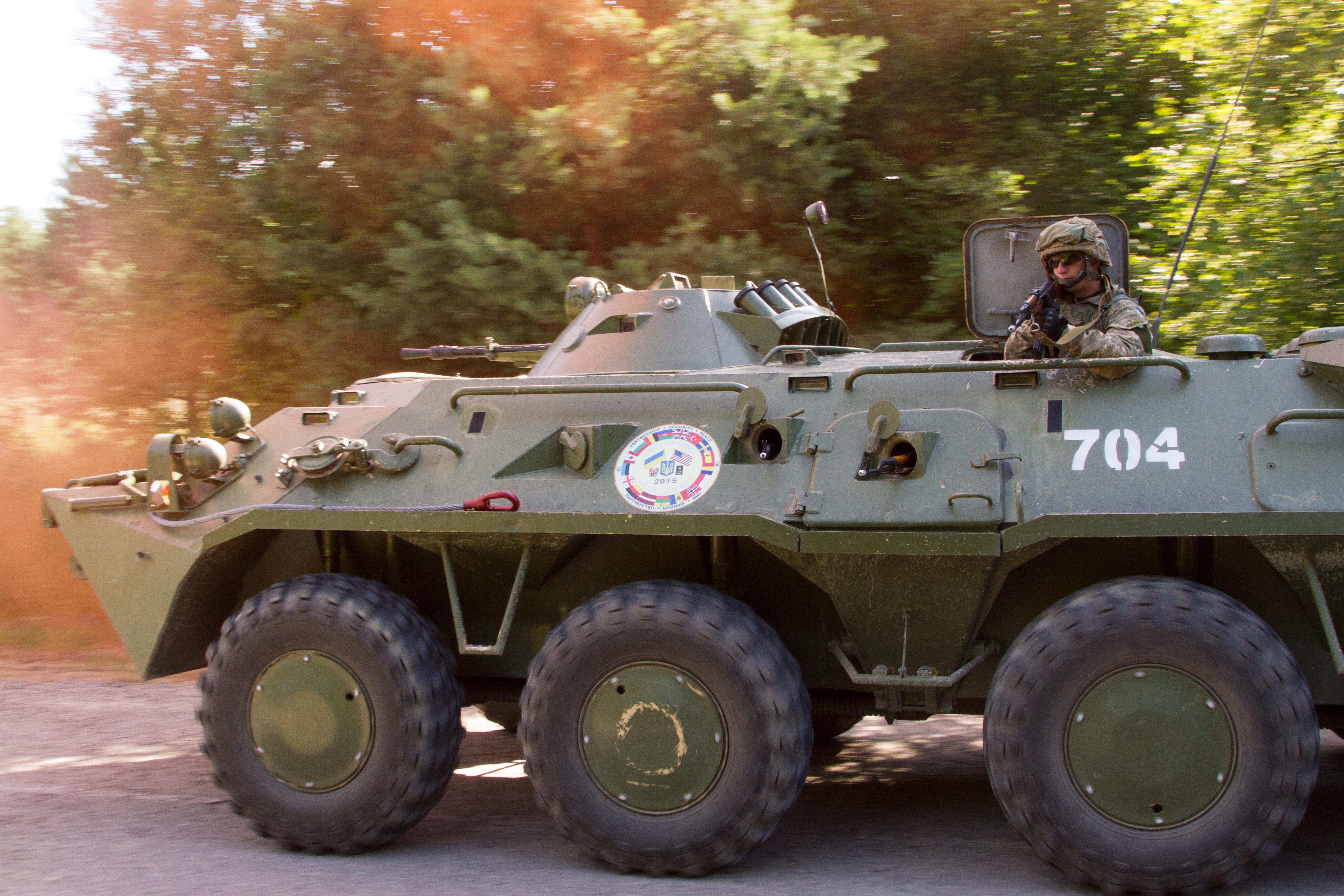
BTR-80の車体側面ガンポートから露出したAK47の銃身先端
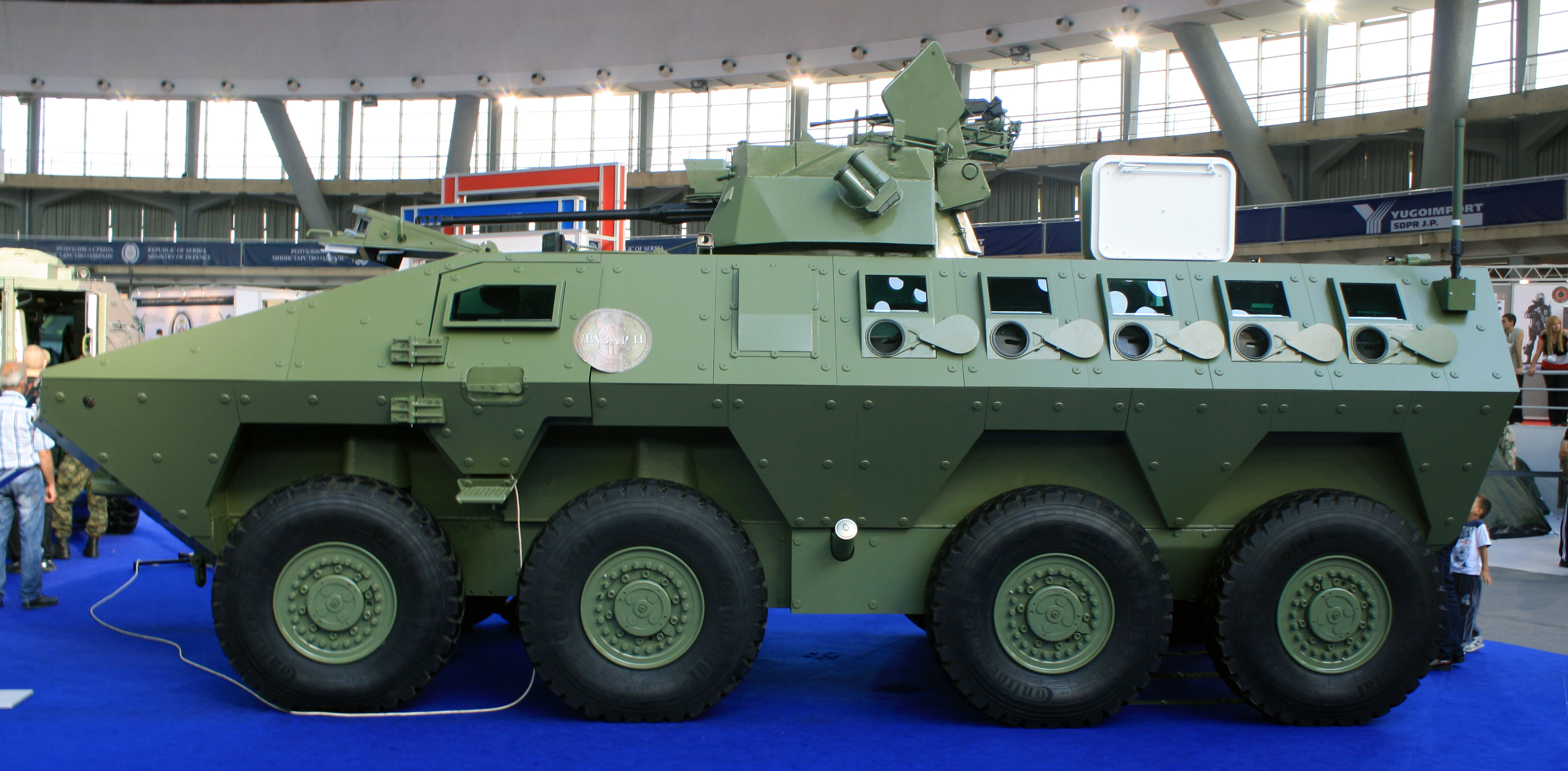
車体側面のガンポートを全て開放した状Lazar-2